# Mara Jelica
Mara Jelica, vor 2000 Mara Đeno (* 1. Januar 1974 in Jajce, Jugoslawien, heute Bosnien und Herzegowina), ist eine kroatische Schachspielerin. 1996 erhielt sie den Titel Internationale Meisterin der Frauen (WIM).

## Privater Werdegang
Von 1988 bis 1992 besuchte sie ein Wirtschaftsgymnasium. Im Jahr 2000 änderte sie ihren Geburtsnamen Đeno zu Jelica. Bis 2013 war Mara Jelica als Kauffrau tätig.
C-Trainerin des Deutschen Schachbundes wurde sie 2014 und arbeitet oft mit Kindern und Jugendlichen. An zwölf Schulen in Dortmund und drei Schulen in Essen unterrichtet sie Schach.

## Schachlaufbahn
1991 in Mamaia nahm Mara Jelica erstmals an einer Juniorinnenweltmeisterschaft teil. Ihre erste Jugoslawische Frauenmeisterschaft spielte sie 1991 in Kladovo. An weiteren Juniorinnenweltmeisterschaften nahm sie 1992 in Buenos Aires und 1993 in Kozhikode teil. 1993 in Zagreb und 1998 in Dresden beteiligte sie sich an Zonenturnieren zur Weltmeisterschaft der Frauen.
Sie nahm mehrmals an Turnieren der Dortmunder Schachtage teil. 2012 gewann sie als erste Frau die Dortmunder Stadtmeisterschaft, unter anderem vor Eckhard Schmittdiel.

## Nationalmannschaft und Vereine
Mara Jelica nahm an zehn Schacholympiaden der Frauen teil: 1992 in Manila und 1994 in Moskau für Bosnien-Herzegowina, sowie 1996 in Jerewan, 1998 in Elista, 2000 in Istanbul, 2002 in Bled, 2004 in Calvià, 2008 in Dresden, 2012 in Istanbul und 2014 in Tromsø für Kroatien. Bei der Mannschaftseuropameisterschaft der Frauen vertrat sie 1992 Bosnien-Herzegowina, 1997 (in der zweiten Mannschaft), 1999, 2001, 2003, 2005, 2009, 2011 und 2013 Kroatien.
1999 spielte sie in Nova Gorica für den ŠK Belišće-Metalis (Kroatien) beim 4. European Chess Club Cup der Frauen.
In der deutschen Frauenbundesliga spielte Jelica von 1993 bis 1997 für den Krefelder Schachklub Turm 1851, von 2004 bis 2006 für den SK Großlehna, von 2008 bis 2013 für die Karlsruher Schachfreunde und seit der Saison 2015/16 für die SF Deizisau. Im allgemeinen Spielbetrieb ist Mara Jelica in der Saison 2016/17 für BCA Augsburg gemeldet.